# Rudie Liebrechts
Rutgerus Gerardus „Rudie“ Liebrechts (* 6. září 1940 Vlaardingen) je bývalý nizozemský rychlobruslař.
Na evropských a světových šampionátech startoval od roku 1961. Hned na svém prvním startu na MS 1961 vybojoval bronzovou medaili. Tentýž cenný kov získal i na Mistrovství světa 1964. Zúčastnil se Zimních olympijských her 1964 (1500 m – 10. místo, 5000 m – 8. místo, 10 000 m – 4. místo). V dalších letech bylo jeho nejlepším umístěním šesté místo na MS 1965. Sportovní kariéru ukončil koncem roku 1967, i když ještě v letech 1970, 1972 a 1980 se zúčastnil několika menších závodů.